# Can Pere Antoni
Can Pere Antoni es un barrio perteneciente al distrito Playa de Palma de la ciudad de Palma de Mallorca, España.
Según la delimitación oficial del ayuntamiento, limita al norte con el barrios de Polígono de Levante, al este con El Molinar, al oeste, con el barrio de Foners y por el sur con el Mar Mediterráneo. Está delimitado por la Autopista de Levante, el Paseo del Portitxol y la playa homónima. En 2007 contaba con 155 habitantes.

## La playa
La playa de Can Pere Antoni está situada a escasos kilómetros del centro. Es usada en su mayoría por palmesanos que prefieren un trayecto corto. La playa cuenta los servicios necesarios y ofrece a los bañistas restaurantes, acceso a minusválidos, duchas o socorristas, entre otros servicios. Se puede llegar en bicicleta a través del carril bici del paseo Marítimo.

## Transporte
En autobús queda conectado mediante las siguientes líneas de la EMT: 
| Línea | Trayecto                           | Recorrido | Frecuencia |
| ----- | ---------------------------------- | --------- | ---------- |
| 35    | Playa de Palma - Plaza de la Reina | Recorrido | 10 minutos |